# Isolatorweg metróállomás
Isolatorweg az 50-es és az 51-es amszterdami metróvonal végállomása, ami 1997. május 28-án nyílt meg. Tekintve, hogy az állomás környékén főleg ipari épületek helyezkednek el, az utasforgalma alacsony a többi megállóhoz képest.
A nevét az Isolatorweg utcáról kapta.

## Szomszédos állomások
A metróállomáshoz az alábbi állomások vannak a legközelebb:
- Sloterdijk (Gein és Centraal Station irányába)

## Átszállási kapcsolatok
| 50 (Isolatorweg ↔ Gein)               |                        |                                                                |
| 51 (Isolatorweg ↔ Amsterdam Centraal) |                        |                                                                |
| Állomás                               | Átszállási kapcsolatok | Fontosabb létesítmények                                        |
| Kabelweg                              | 22, N81                | Viertaal College Iedersland College Thuishaven Festivalterrein |
| Basisweg                              | 36,125, 309, 395       | Viertaal College Iedersland College Thuishaven Festivalterrein |